# Parastacus varicosus
Parastacus varicosus är en kräftdjursart som beskrevs av Faxon 1898. Parastacus varicosus ingår i släktet Parastacus och familjen Parastacidae. IUCN kategoriserar arten globalt som otillräckligt studerad. Inga underarter finns listade i Catalogue of Life.